# Leydet
 (novembre 2020).
Leydet, et ses différentes variantes Leidet, Laidet, est un patronyme fréquent en Provence, mais que l'on trouve aussi dans différentes régions françaises.

## Famille de Sisteron
On relève une famille de ce nom à Sisteron. Elle est en possession du marquisat de Sigoyer, dans les Alpes-de-Haute-Provence, mais aussi du château de Jarjayes,,.
On note des alliances avec les familles : de Cormis , de Flotte (de la Flotte), de Montauban, Matheron et Sigoin.

## Autres Leydet
Fortuné Leydet est mentionné à la fois avec et sans particule.
Des documents d'archives indiquent un noble du nom de Jean Leydet, né en 1757, officier de marine et fils d'un Jean Pierre Leydet, capitaine d'une nave en 1749 , qui aurait été tué en 1797 lors d'un soulèvement populaire.
Plusieurs Leydet (Leydet Jean-Baptiste, de Marseille ; Leydet Jean-Joseph, de Martigues ; Leydet Jean, de Marseille) figurent parmi les combattants français de l'Indépendance américaine
Un Leydet Jean-Louis fut nommé architecte de la commune d'Aix en 1797 . Un Leydet Jean-Claude fut curé non contrarié à la Révolution de 1789.

## Personnalités
- Vivien Leidet (1736-1776), historien français ;
- Fortuné Leydet (1780-1864), officier et homme politique français ;
- Jean Leydet (1807-1839), peintre français ;
- Joseph Leydet (it) (1855-1919) ;
- Louis Leydet (1873-1944), peintre[17] ;
- Victor Leydet (1861-1904), affichiste et peintre français ;
- Bertrand Defos (de son vrai nom Bruno Paul Marie Joseph Leydet) (1890-1962), militaire et écrivain français[18] ;
- Pierre André Victor Leydet (1893-1945), militaire français ;
- Victor Leydet (1910-1975) ;
- Jean Marie Adèle Leydet (1913-1994), militaire française.
- Bruno Leydet, romancier